# Теракт в еврейском ресторане «У Джо Гольденберга»
Теракт в еврейском ресторане «У Джо Гольденберга» — террористический акт, совершенный 9 августа 1982 года на улице Розье в Париже. В ресторане и на улице погибли 6 человек, 22 получили ранения.
Было установлено, что террористы принадлежали к Революционному совету ФАТХ, также известному как Организация Абу Нидаля — палестинской террористической организации, ранее отколовшейся от ФАТХ и враждебной ей. Виновные в теракте были установлены только через десятки лет. Их судили, за исключением одного, лишь заочно, поскольку Франции не удалось добиться их экстрадиции из стран проживания.

## Теракт
В понедельник, 9 августа 1982 г., в 13:15, группа из 2-5 человек (данные разнятся) в масках, с черными сумками на плечах, вооруженная автоматами, вышла из машины и ворвалась в ресторан центральноевропейской еврейской кухни «У Джо Гольденберга» на углу улиц Розье и Фердинан Дюваль. В помещении находились около пятидесяти посетителей. Бросив гранату, нападавшие расстреляли клиентов и сотрудников из пистолета-пулемета. Затем один из боевиков бросил вторую гранату, вышел из ресторана и скрылся пешком, стреляя в толпу. На место происшествия прибыл обедавший рядом полицейский в штатском Андре Дуар с пистолетом в руке. Сын ресторатора, Марко Гольденберг, в панике приняв прибывшего за ещё одного террориста, выстрелил в него и тяжело ранил. В результате нападения, менее чем за три минуты 6 человек погибли и 22 получили ранения.

## Договоренность террористов с французскими спецслужбами
В 2019 г. стало известно, что после этого теракта глава французской контрразведки Ив Бонне заключил, по собственному признанию, следующую договорённость с палестинскими террористами: «Я больше не хочу терактов на территории Франции. Взамен я вам разрешу приезжать во Францию и гарантирую, что с вами ничего не случится».

## Расследование
Следствие, возглавляемое до 2007 г. судьёй Жаном-Луи Брюгьером, проанализировав гильзы и оружие из социалистической Польши, пришло к выводу о причастности к теракту Организации Абу Нидаля, отколовшейся от ФАТХ и ООП за несколько лет до теракта. Группировка была создана в 1973—74 г. Сабри аль Банной по прозвищу «Абу Нидаль». После неудачной попытки покушения на Ясира Арафата и Махмуда Аббаса, которых Абу Нидаль считал недостаточно радикальными, он был заочно приговорен советом ООП к смертной казни. Его организация, изначально поддерживавшаяся иракским диктатором Саддамом Хусейном, с 1974 по 1983 гг. базировалась в Багдаде.
Группировка ранее уже многократно совершала громкие теракты во Франции и в других странах (всего за 1973—2002 гг. они провели не менее 120 терактов, убив около 1000 человек). Их почерком на момент теракта в ресторане стало использование определённых видов оружия (пистолетов-пулемётов, гранат) и однотипной тактики.
Следствие продвигалось медленно, а в 2008 г. отвлеклось на ошибочную версию о возможной причастности к теракту немецких неонацистов; лишь в 2011 г. судья Марк Тревидик смог установить виновных благодаря показаниям засекреченных свидетелей из числа бывших членов ФАТХ, и лишь в 2015 г. Франция выписала международные ордера на арест подозреваемых.
Предполагаемый организатор теракта, Зухар Мухаммад Хасан Халид Аль-Аббасси, также известный как Амджад Атта, был арестован в Иордании по запросу Франции, но на следующий день отпущен под залог; в итоге Иордания отказала в его экстрадиции, как и в экстрадиции ещё одного подозреваемого по тому же делу.
Норвежская полиция сообщила 9 сентября 2020 г. об аресте другого подозреваемого в участии в теракте, Валида Абдулрахмана Абу Зайеда. Подозреваемый был 4 декабря экстрадирован во Францию, где ему были предъявлены обвинения в убийствах и покушениях на убийства. В ожидании суда он был помещен в следственный изолятор.

## Последствия теракта
Отпечатки пуль были видны на фасаде до 2010 г., когда вместо ресторана там появился магазин одежды.
На фасаде был установлена мемориальная доска в память о жертвах; затем она исчезла, и мэрия Парижа установила в 2011 г. новую.
Владелец ресторана Джо Гольденберг умер 8 мая 2014 г. в возрасте 91 года.
9 августа 2022 г., впервые за 40 лет, хранитель печатей и министр юстиции Франции Эрик Дюпон-Моретти отдал дань национальной памяти жертвам теракта в присутствии послов Израиля, США и Норвегии.